# FedEx硬式野球部
FedEx硬式野球部（フェデックスこうしきやきゅうぶ）は、長野県塩尻市に本拠地を置き、日本野球連盟に加盟する社会人野球の企業チームである。塩尻市を本拠地登録しているが、実際は練習グラウンドや合宿所などを持たず、首都圏内の球場で適宜練習している。
運営母体は、フェデラルエクスプレスジャパン合同会社。

## 概要
1998年、物流業者のフェデックスが『オールフェデックス』として創部し、クラブチームとして日本野球連盟に新規登録した。
2000年、クラブ野球選手権に初出場を果たしベスト8まで進出した。
2001年、日本野球連盟への登録種別を企業チームに変更し、チーム名を『フェデックス硬式野球部』（2021年からはアルファベット表記）に改称した。
北信越地区は全国大会での出場枠が1チームのみしかなく、さらにチームが選手補強に積極的ではないため、NTT信越（現：信越硬式野球クラブ）、NTT北陸、TDK千曲川、バイタルネットなどの企業チームの後塵を拝してきた。
2015年、日本選手権北信越地区予選の代表決定戦で伏木海陸運送を破り、悲願の全国大会出場を果たした。

## 沿革
- 1998年 - 『オールフェデックス』として創部。クラブチームとして日本野球連盟に加盟。
- 2000年 - クラブ野球選手権に初出場（ベスト8）。
- 2001年 - 企業チームに登録種別を変更し、チーム名を『フェデックス』に改称。
- 2015年 - 日本選手権に初出場（1回戦敗退）。
- 2021年 - チーム名をアルファベット表記の『FedEx』に改称[2]。

## 主要大会の出場歴・最高成績
- 社会人野球日本選手権大会：出場3回
- 全日本クラブ野球選手権大会：出場1回、8強1回（2000年）

## 元プロ野球選手の競技者登録
- 副島孔太（元：ヤクルトスワローズ、オリックス・ブルーウェーブ） - コーチ兼内野手（2007年～2009年）→退団
- 野村宏之（元：オリックス・バファローズ） - 投手（2007年～2009年）→退団